# مقاطعة بونغو

خريطة اليابان لعام 1868، مقاطعة بونغو موضحة باللون الأحمر.

مقاطعة بونغو (باليابانية: 豊後国 بونغو نو كوني) كانت مقاطعة يابانية في شرق جزيرة كيوشو. تقابل هذه المقاطعة في العصر الحديث محافظة أويتا.